# Peter Pan
|  | Per a altres significats, vegeu «Peter Pan (desambiguació)». |

Peter Pan (en anglès Peter Pan; or, the Boy Who Wouldn't Grow Up) és l'obra més coneguda del novelista escocès James Matthew Barrie, escrita el 1904. Ha passat per diversos estadis i adaptacions, que inclouen una novel·la, una obra teatral i versions al cinema, entre les quals destaca una de Disney. Narra les aventures d'un noi que no vol créixer i per això escapa del món real i va a Mai Més, on hi ha pirates, una fada (Campaneta) i tots els clàssics de l'entreteniment infantil. Un dia va a buscar una noia, la Wendy i els seus germans perquè coneguin el seu món. El xoc entre la seva vida amb les convencions preadultes de la Wendy, a més d'un triangle amorós insinuat, centren el drama de l'obra, juntament amb l'antagonista Capità Garfi. Peter Pan va tenir tant d'èxit que ha esdevingut un mite modern, fins al punt de donar un nom a una patologia psicològica consistent a negar-se a assumir les responsabilitats pròpies de l'edat: la síndrome de Peter Pan. Diverses obres han fabulat amb una possible continuació de la novel·la amb el pas del temps.

## Origen
Peter Pan va aparèixer per primera vegada com a personatge a El petit ocell blanc (1902) de Barrie, una novel·la per a adults. En els capítols 13-18 titulat "Peter Pan als jardins de Kensington", Peter és un nadó de set dies i ha volat des del seu niu fins als Kensington Gardens a Londres, on les fades i els ocells li van ensenyar a volar. Se'l descriu com un "entre iguals" un noi i un ocell. Després de l'èxit de l'obra teatral de 1904, els editors de Barrie, Hodder & Stoughton, van extreure aquests capítols d'El petit ocell blanc, i els van publicar el 1906 amb el títol "Peter Pan als jardins de Kensington", amb la participació d'il·lustracions d'Arthur Rackham.
Barrie va tornar al personatge de Peter Pan com a centre de la seva obra teatral titulada Peter Pan o el noi que no volia créixer, també coneguda com a Peter Pan i Wendy, que es va estrenar el 27 de desembre de 1904 a Londres. Més tard, Barrie va adaptar i ampliar la història de l'obra com a novel·la, publicada el 1911 com Peter i Wendy.
Pot ser que J. M. Barrie hagi basat el personatge de Peter Pan en el seu germà gran, David, que va morir en un accident de patinatge sobre gel el dia abans del seu 14è aniversari. La seva mare i el seu germà el recordarien sempre com un noi.

## Inspiració del personatge
La figura de Peter Pan està inspirada en els germans Llewelyn Davies. La família Llewelyn Davies era amiga de James Barrie, que va desenvolupar la idea de Peter Pan i Mai Més a partir de la seva estada i amistat amb els fills dels Davies. Sovint representava amb els Davies petites obres de teatre i participava activament en els seus jocs infantils. La pel·lícula Descobrir el País de Mai Més centra el focus d'atenció en aquest procés d'inspiració del personatge i l'experiència de l'autor amb la família Davies.

## Habilitats
L'habilitat arquetípica és la seva joventut interminable. A Peter Pan i Wendy, s'explica que Peter mai ha de recordar les seves pròpies aventures i el que aprengui sobre el món per mantenir-se com un nen. La no autoritzada preqüela per Barry i Pearson atribueix l'eterna joventut de Peter a la seva exposició a la matèria d'estels, una substància màgica que ha caigut a la Terra.
L'habilitat de Peter de volar és explicada, però de forma inconsistent. A El petit ocell blanc és capaç de volar perquè -com tots els nadons- és mig ocell. A l'obra i a la novel·la, ensenya els nens Darling a volar usant una combinació de «preciosos pensaments meravellosos» (que es van convertir en «pensaments feliços» a la pel·lícula de Disney) i pols de fades. No és clar si és suficient amb el requisit de «meravellosos pensaments» (es diu a la novel·la que això no era més que una simple desviació, i la pols de fades n'és la veritable font), o si requeria de pols de fades. No obstant això, a la dedicatòria de Barrie a l'obra Peter Pan, el nen que no volia créixer, l'autor atribueix la idea de la pols de fades com a necessària per volar a consideracions més pràctiques. A Hook, l'adult Peter és incapaç de volar fins que rememora els seus «records feliços».
L'habilitat de volar és també atribuïda a la matèria d'estrelles aparentment igual a la pols de fades -a les preqüeles de Starcatchers. Peter té un efecte sobre tota Mai Més i els seus habitants un cop s'hi troba allà. Barrie diu que encara Mai Més apareix diferent per a cada nen, l'illa «es desperta« quan Peter torna del seu viatge a Londres.
En el capítol «La llacuna de les sirenes» al llibre Peter i Wendy, Barrie escriu que amb gairebé no hi ha cap cosa que Peter no sigui capaç de fer. És un hàbil espadatxí, rivalitzant fins i tot amb el capità Garfi, al qual va tallar la mà en un duel. Té una visió i sentit notablement aguts. És expert en mímica, copiant la veu de Garfi, i el tic tac del Cocodril. A la pel·lícula del 2003, les sirenes parlen fent sons de dofins, que Peter pot entendre i parlar. En ambdues Peter i Wendy i Peter Pan a Escarlata, hi ha diverses mencions a l'habilitat de Peter d'imaginar coses fins a fer-les reals, com menjar, encara que la seva habilitat té un paper més gran a Peter Pan a Escarlata.
També crea finestres i portes imaginàries com una mena de metàfora física per ignorar o defugir els seus companys. Es diu que és capaç de sentir el perill quan és a prop. A Peter i Wendy, Barrie diu que la llegenda de Peter Pan que la Senyora Darling escolta de petita consistia que quan els nens moren, ell els acompanya en part del seu viatge al seu destí perquè no estiguin espantats; d'aquesta forma s'assembla al déu grec Hermes en el seu paper de psicopomp. A l'obra original, Peter diu que ningú ha de tocar-li mai (encara que ell no sap per què), i les instruccions de l'escenari especifiquen que ningú ho fa durant l'obra. Wendy s'acosta a Peter per donar-li un «didal» (petó), però és previngut per Campaneta.

## Personatges de l'obra

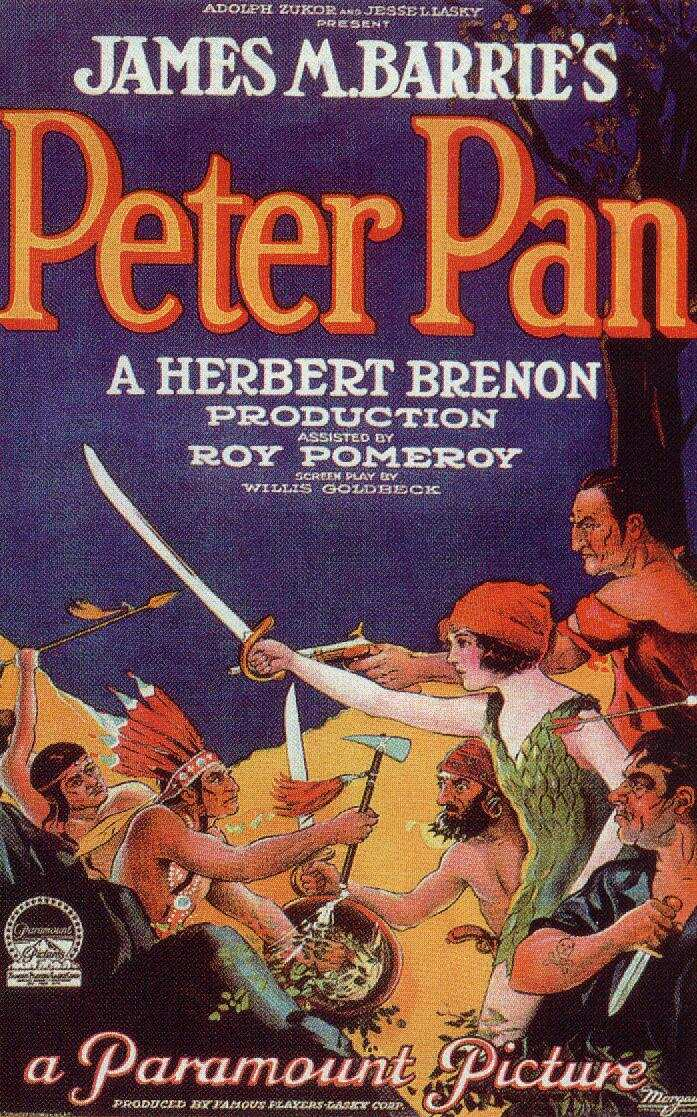
Cartell de la pel·lícula de 1924.

### Peter Pan
També anomenat "El nen meravellós", "El fill únic de Mai Més" o "El líder dels Nens Perduts". Barrie postula que abans de néixer tots els nadons són aus; d'aquí neix la figura de Peter Pan, un nen que va sortir volant per la finestra de la seva cambra mentre els seus pares dormien, perquè els havia sentit parlar de les coses que havia de fer quan fos adult. Creient ser una au vola directe als Jardins de Kensington, allà la fada Campaneta el va trobar i se'l va endur al País de Mai Més, on va conèixer indis, sirenes, fades i altres criatures fantàstiques que habitaven aquell lloc.

#### Aparença física
Barrie mai no va descriure l'aparença de Peter en detall. Ni tan sols en la seva novel·la. Va deixar a la imaginació del lector i a la interpretació d'aquells que adaptéssin el personatge. A l'obra, el vestit de Peter està format per fulles i teranyines. El seu nom i el fet de tocar la flauta de pan suggereixen el personatge mitològic de déu Pan. Barrie esmenta en Peter i Wendy que Peter Pan encara tenia totes les seves "primeres dents". El descriu com un nen bonic amb un bell somriure, "revestit d'un esquelet de fulles i de sucs que brollen dels arbres".
Tradicionalment, el personatge ha estat interpretat a l'escenari per una petita dona adulta petita. A les produccions originals del Regne Unit, el vestit de Peter Pan era una túnica vermella i unes calces de color verd fosc, com la que va dur Nina Boucicault el 1904. Aquest vestit s'exposa a la casa natal de Barrie. El vestuari semblant que va dur Pauline Chase (que va fer el paper des del 1906 fins al 1913) es mostra al Museu de Londres. Les primeres edicions de les adaptacions de la història també es representen amb un vestit vermell. Un vestit verd (fet o no de fulles) es fa més habitual a partir dels anys vint, i més després després del llançament de l'animació de la pel·lícula de Disney.
A les pel·lícules de Disney, Peter porta un vestit que consisteix en una túnica verda de màniga curta i unes calces aparentment fetes de tela. amb una gorra amb una ploma vermella. Té orelles d'elf, ulls marrons i els cabells vermells.
A Hook (1991), el personatge és interpretat com a adult per Robin Williams, amb ulls blaus i cabells castanys foscos. En mode flashback en la seva joventut, els seus cabells són marrons clars. Les seves orelles semblen en punxa només quan és Peter Pan, no com Peter Banning. El seu vestit de pan s'assembla al vestit de Disney (menys la gorra).
A la pel·lícula en viu de Peter Pan de 2003, és representat per Jeremy Sumpter, amb els cabells rossos, els ulls blaus, els peus nus i un vestit de fulles i vinyes.

#### Edat
A El petit ocell blanc (1902) i Peter Pan als jardins de Kensington (1906), només tenia set dies. Tot i que no es constata la seva edat a l'obra de Barrie (1904) o la novel·la (1911), la narració esmenta que encara tenia totes les dents del nadó. En qualsevol cas, el personatge té uns 12-13 anys.

#### Personalitat
Peter és un estereotip exagerat d'un nen presumit i descuidat. Afirma l'excel·lència, fins i tot quan aquestes afirmacions són qüestionables (com ara felicitar-se quan Wendy torna a atreure la seva ombra). A l'obra i llibre, Peter simbolitza l'egoisme de la infància i es representa com que es descuidat i se centra en ell mateix.
Peter té una actitud poc carinyosa i temerària, i es temible quan es posa en perill. Barrie escriu que quan Peter va pensar que moriria a la roca de Marooners, es va sentir espantat, però va sentir només una esgarrifança. Amb aquesta tonta actitud, diu: "Morir serà una aventura tremendament gran". A l'obra, el narrador reflexiona el que podria haver estat si Peter s'hagués quedat amb Wendy, per la qual cosa el seu crit podria haver arribat a ser, "Viure seria una aventura tremendament gran!", "Però mai ho va poder aconseguir.
Peter Pan és un pre-adolescent d'uns 11 a 16 anys, prim, de cabells rossos i ulls verds, que vesteix un vestit fet amb matèria vegetal i coses trobades a la selva de Mai Més. Porta també un punyal que sol usar com a arma ofensiva i una flauta de Pan. A la novel·la, Peter té una personalitat immadura, egocèntrica, egoista i de vegades cruel atès que sempre fa el que li dona gana, ja que viu sense cap responsabilitat, per això té por de fer-se adult i viure en un món ple de regles i límits.
El seu principal enemic és James Garfi, capità de la tripulació del Jolly Roger, al qual Peter va tallar la mà dreta en un duel d'espases, i des de llavors és perseguit per la tripulació de Garfi per capturar-lo i assassinar-lo, però això no sembla preocupar-lo molt i es dedica a burlar-se i mofar-se de Garfi i de tots els seus pirates.
Peter vola fins a la finestra dels Darling gairebé totes les nits, perquè li agraden els contes que Wendy els explica als seus germans, i una nit, després de recuperar la seva ombra, Peter decideix portar-los al País de Mai Més perquè Wendy es converteixi en la mare dels Nens Perduts.
Quan Wendy decideix tornar a la seva llar amb els seus germans i els Nens Perduts, Peter li promet a Wendy tornar de nou per sentir els seus contes.

### Wendy Darling
És una bonica nena de 12 anys que somnia amb un llobató en una rara illa que sembla combinar bosc i jungla. En els seus somnis se li apareix Peter Pan però no és fins a diversos dies després que el coneix realment.
Acompanya a Peter a Mai Més, perquè li agrada la idea de ser una mare, i desperta els seus germans Michael i John perquè també vagin amb ella. En el llibre es comporta com a tal i arriba a dir frases que la seva pròpia mare deia, com: «Déu meu, de vegades penso que les solteres són d'envejar» i «A vegades els nens són més una maledicció, que una benedicció»
El capità Garfi li fa veure que va fugir de casa seva i que va ser una decepció per als seus pares. Tant Peter com Garfi la volen com a mare, pel seu talent per explicar contes i pel seu gran afecte i sensibilitat. Després torna a casa amb els seus germans i els Nens Perduts.

### Campaneta
Va ser la fada que va adoptar i va criar Peter Pan, i possiblement la causa que ell sigui una mica presumit. És molt gelosa, vanitosa i sobreprotectora, tant és així que arriba a animar els Nens Perduts perquè ataquin Wendy, dient-los que és una au que Peter vol que eliminin. En realitat no és dolenta però les fades són tan petites que només tenen espai per a un únic sentiment. Finalment, s'arriba a entendre amb Wendy en un moment determinat de la història. Demostrant la seva estima per Peter, s'afanya a beure la medicina enverinada causant-li gairebé la mort, però ell aconsegueix salvar-la.

### John i Michael Darling
Són els germans de Wendy, de 10 i 4 anys respectivament. Els encanta sentir els contes de Peter Pan que la seva germana els explica a les nits. Es fan bastant bé amb els Nens Perduts, així com amb Tigrilla, la princesa índia. Encara que són personatges del llibre, tenen poca importància en la història.

### Els Nens Perduts
Són una quadrilla de petits i entremaliats nens que viuen amb Peter Pan i Campaneta en una cova secreta perquè Garfi no els descobreixi. En realitat són nens orfes o que van ser abandonats pels pares quan eren petits i que van ser trobats per Peter Pan i Campaneta. Ells són: Nibs, Curly, Slightly, Tootles i els Bessons.

### Els pirates
Els antagonistes principals de l'obra, són una colla de cruels i sanguinaris bandits que tripulen el Jolly Roger. Van arribar a Mai Més per explorar i robar tots els tresors i joies que trobessin. Són capitanejats per James Garfi, un famós i temut pirata al qual Peter Pan li va tallar la mà dreta i la hi va donar a menjar a un cocodril gegant, i a aquest li va agradar tant el gust del capità que el segueix a tot arreu per devorar-lo. Des d'aquest moment Garfi fa servir un ganxo com a mà dreta i que també utilitza com a arma quan baralla. La tripulació acusa el seu capità d'haver oblidat les activitats pròpies dels pirates, com robar i saquejar, ja que es passen el dia buscant l'amagatall de Peter Pan per acabar amb ell.

### Els Picaninny
Són una tribu de nadius nord-americans que van arribar a Mai Més per mitjans desconeguts. Són grans amics de Peter Pan i enemics jurats dels pirates.

### George i Mary Darling
Són els pares de Wendy, John i Michael, apareixen com a adults seriosos i responsables. George treballa en un banc i causa certa estranyesa o por a Wendy. El que els seus fills no saben és que George va ser amic de Peter Pan i un dels Nens Perduts. Això explica el comentari de George, quan veu juntament amb la seva dona i fills el Jolly Roger volant. «Un cop vaig veure aquest mateix vaixell, quan era un nen ...». Referent a Mary, en el llibre s'esmenta que té un "Petó especial" a la galta dirigit per algú especial; el mateix que també té Wendy i al seu torn, la seva filla Jane. Els tres petons especials dirigits a Peter Pan.

## Al·lusions culturals
El nom del personatge prové de dues fonts: Peter Llewelyn Davies, un dels cinc nois de Llewelyn Davies que van inspirar la història, i Pan, una deïtat menor de la mitologia grega que toca la flauta de pan a les nimfes i té una forma hibrida part humana i part de cabra. Això es fa referència a les obres de Barrie (particularment Peter Pan als jardins de Kensington) on Peter Pan toca a les fades i munta una cabra. El déu Pan representa l'estat natural de la Natura o de l'Home en contrast amb la civilització, axií com els efectes que te l'educació infantil sobre el comportament humà. Peter Pan és un esperit lliure, essent massa jove per carregar-se amb els efectes de l'educació, o per a un adult pugui apreciar les responsabilitats de la moral. Com a ésser que pot volar i parlar el llenguatge de les fades i els ocells, Peter és part animal i part humà. Segons la psicòloga Rosalind Ridley, comparant el comportament de Peter amb adults i amb altres animals, Barrie planteja moltes preguntes post-darwinianes sobre els orígens de la naturalesa i el comportament humà. Peter és "el nen que no creixerà", i presenta molts aspectes de les etapes del desenvolupament cognitiu vistos en els nens. Es pot considerar com el record de Barrie de si mateix com un nen, sent encantador i infantil ensimismat.

## Aparicions
El 27 de desembre de 1904 el personatge va debutar al teatre, dins d'una posada en escena sota el títol Peter Pan, el nen que no volia créixer o Peter Pan i Wendy estrenada a Londres, que després es va convertir en el llibre infantil del 1911. Mentrestant, l'episodi on Peter Pan va aparèixer dins el llibre L'ocellet blanc va ser reprès per Barrie per a ser publicat el 1906, ara dins d'un llibre infantil anomenat Peter Pan als Jardins Kensington, el qual va ser il·lustrat per Arthur Rackham.

## Adaptacions
- A partir de llavors s'han fet nombroses adaptacions de la història, per mitjà de seqüeles i preqüeles on es van continuar les aventures fictícies de Peter Pan. Seguint l'exemple de la versió teatral original de Barrie, i per raons pràctiques, generalment el paper de Peter va ser inicialment interpretat per una dona adulta.
- En 1924 Paramount Pictures va llançar una pel·lícula muda, que va esdevenir la primera adaptació cinematogràfica de l'obra de Barrie. Va ser dirigida per Herbert Brenon i va ser protagonitzada per Betty Bronson com Peter Pan, Ernest Torrence com el Capità Garfi, Mary Brian com Wendy, i Virginia Browne Faire com Campaneta (Tinker Bell). Anna May Wong, una actriu nord-americana d'origen xinès, va actuar com la princesa índia Tigrilla (Tiger Lily).
- L'any 1953, la companyia Walt Disney va realitzar la primera pel·lícula animada sobre Peter Pan, que va popularitzar enormement el personatge. Un any després, el 1954 es va estrenar a Broadway un musical basat en les novel·les literàries de Barrie; a causa del seu èxit va ser reprès el 1979, escenificant-la per última vegada el 1998 -hi ha una versió televisiva de l'última presentació el 2000.
- El 1989, Nippon Animation -dins del seu cicle World Masterpiece Theater- va emetre una sèrie animada de televisió de 41 episodis titulada Peter Pan no Boken ("Les aventures de Peter Pan"). Posteriorment -amb alguns canvis- va ser emesa als Estats Units i a diversos països del món.
- Després de l'estrena de la tercera temporada del musical, l'any 1991, Steven Spielberg va realitzar una pel·lícula anomenada Hook en la qual Peter Pan havia crescut, s'havia casat i era pare de dos fills. El paper de Peter Pan estava destinat originalment per al cantant Michael Jackson, ja que Michael era amic de Steven, però quan Michael va llegir el llibret li va desil·lusionar completament que el seu ídol creixés i no recordés qui era, motiu pel qual Michael va acabar rebutjant el paper i va ser reemplaçat per Robin Williams.
- L'última adaptació fílmica de les aventures del nen que no volia créixer va ser la pel·lícula Peter Pan: La gran aventura, dirigida per P. J. Hogan, produïda per Universal Pictures i estrenada l'any 2003.
- La novel·la de Gilbert Adair, Peter Pan and the only children, es va publicar el 1987. Presenta a Peter vivint amb un nou grup de nens sota l'oceà i recluten nous membres dels nois que cauen dels vaixells.
- El 2001 J.E. Somma va publicar Després de la pluja: una nova aventura per a Peter Pan. Està ambientada en l'actualitat, i explica la reacció de Peter enfront d'un món que ha crescut oblidant-lo i el seu rescat per part de tres nois que li ensenyen que créixer no és dolent.
- L'any 2002, Disney va estrenar Peter Pan en retorn a País de Mai Més, una seqüela de la seva pel·lícula de 1953. Aquesta seqüela està ambientada durant el bombardeig de Londres el 1940 i 1941 dut a terme per Alemanya durant la Segona Guerra Mundial i concorda amb el fet que els nens es veien obligats a créixer massa ràpid.
- L'any 2004 una companyia subsidiària de Disney (Hyperion Books) va publicar el llibre Peter i els caçadors d'estrelles, fet per l'humorista Dave Barry i l'escriptor de suspens Ridley Pearson. És una preqüela no oficial de la història de Peter i Wendy, ambientada en un vaixell anomenat «Mai Més».
- El 2004, per commemorar els 100 anys de l'aparició de Peter Pan, el Great Ormond Street Hospital (que posseeix els drets de l'obra de J. M. Barrie) va convocar narradors interessats en escriure la seqüela oficial de la història. La guanyadora va ser Geraldine McCaughrean, amb Peter Pan de Rojo Escarlata, llibre que va sortir a la venda a tot el món el 5 d'octubre de 2006, en 37 idiomes diferents.
- El 2007, l'actor argentí Pablo Rossi, va interpretar Peter Pan en una obra teatral estrenada a la província de Còrdova, que fins al moment va ser el paper més important i destacat en la carrera del jove actor, que es va posar en la pell del personatge quan tenia 12 anys. És l'actor més jove del món en interpretar-lo.
- El 2010 es va publicar la novel·la La traïció de Wendy de José Alberto Arias, un pas més enllà i continuació en clau de terror del clàssic de J.M. Barrie. La novel·la és així mateix un homenatge al disc homònim d'Ismael Serrano i va ser guardonada amb el Premi Desencaja 2009 en la categoria de narrativa, atorgat per l'Institut Andalús de la Joventut.
- El 2011 Vicente Muñoz Puelles va publicar El retorn de Peter Pan (Ed. Oxford University Press). En aquesta novel·la, situada durant la II Guerra Mundial, Hitler vol envair El País de Mai Més així que, en aquesta ocasió, Peter s'haurà d'enfrontar a l'imperi nazi.
- També ha aparegut en la sèrie Once Upon a Time, en aquesta sèrie ell vol el cor d'un creient per seguir vivint i al costat dels nens perduts i la seva ombra segresta els nens per buscar Henry. Peter Pan, a més, és un malvat de la sèrie, és pare de Rumplestiltskin. Va ser interpretat per Robbie Kay.
- El 2015 es va estrenar una altra versió anomenada "Pan" en aquesta versió donen a conèixer el seu origen i qui són els seus pares, també com va conèixer Campaneta, Garfi i Smith, Peter és portat a Mai Més per Barba Negra al Jolly Roger, on els nens perduts són miners a la recerca de pols de fades.
- A causa de l'èxit El llibre de la selva (2016) de Disney, es produirà una nova adaptació de Peter Pan de Disney.